# Hương sắc hận thù
tiếng 
Kom Payabaht (tên tiếng Thái: คมพยาบาท, tên tiếng Việt: Hương sắc hận thù) là bộ phim truyền hình Thái Lan phát sóng vào năm 2014. Phim phát sóng trên kênh Channel 7 (CH7) với sự tham gia của Pataradet Sa-nguankwamdee, Tisanart Sornsuek, Tussaneeya Karnsomnut.
Bộ phim được remake lại từ bộ cùng tên năm 2001 của Patcharapa Chaichua (vai Pia), Chiranan Manochaem (vai Noy), Veraparb Suparbpaiboon (vai Lersan).

## Nội dung
Yen là giúp việc trong một gia đình giàu có và được Uthai, con trai của bà chủ để ý nhưng mẹ anh không chấp nhận. Uthai được mẹ giới thiệu cho một người phụ nữ khác và cuối cùng kết hôn với cô ấy. Yen rất đau khổ khi bị Uthai bỏ rơi và cô trở nên điên cuồng hơn khi đã bắt cóc Marayart (Nao), con gái mới sinh của vợ chồng Uthai. Lúc này chị của Yen đi tù và sinh ra một bé gái tên Pia (Preaw), cùng tuổi với Marayart. Vì vậy Yen đã nuôi lớn cả hai cô bé. Hai cô gái bây giờ đã trưởng thành và xinh đẹp nhưng tính cách hoàn toàn đối lập. Pia xấu tính và thường chọc phá Marayart bây giờ được gọi là Noi. Vì Noi là con gái của người phụ nữ đã đánh cắp người đàn ông mà mình yêu nên Yen không đối xử tốt với cô mặc dù trong lòng Yen cảm thấy có lỗi vì Noi rất tốt bụng và vô tội.
Thời gian trôi qua và đến lúc Yen muốn trả thù vợ chồng Uthai. Cô nói dối rằng Pia chính là con gái của vợ chồng Uthai. Uthai và vợ hạnh phúc khi thấy con gái mình được trở về và không quan tâm dù là Pia là một đứa trẻ xấu tính và thô lỗ. Mặc dù vậy thì mọi người trong gia đình đều nhận thấy giữa họ và Noi lại có một sợi dây liên kết tình cảm.
Lersan (Mike) là con trai của một người bạn của vợ chồng Uthai và được vợ chồng Uthai chăm sóc vì bố mẹ của anh đã qua đời trong một tai nạn. Khi học tập ở nước ngoài, Lersan nhận được video ở nhà gửi sang và anh đã yêu Noi ngay khi nhìn thấy cô. Lersan nghĩ rằng Noi là con gái của Uthai. Yen và Noi cũng đã đến sống trong nhà Uthai với Pia. Lúc này, Pia hoàn toàn thay đổi vì cô nghĩ rằng cha mẹ cô giàu có. Vì vậy, cô bắt đầu không tôn trọng Yen và luôn phá hoại Noi.

## Diễn viên
| Nhân vật                                | Diễn viên                   |
| --------------------------------------- | --------------------------- |
| Lersan (Ler)                            | Pataradet Sa-nguankwamdee   |
| Kanya (Pia)                             | Tussaneeya Karnsomnut       |
| Marayart (Noy / Euay)                   | Tisanart Sornsuek           |
| Yen (dì Pia)                            | Thanyakan Thanakitananon    |
| Uthai (bố đẻ Noy)                       | Sarut Vichitrananda         |
| Wanee (mẹ đẻ Noy)                       | Daran Boonyasak             |
| Khun Ying Anurak (mẹ Uthai, bà nội Noy) | Duangdao Jarujinda          |
| Prawit                                  | Chayapol Bunnag             |
| Rotjana                                 | Prae Emery                  |
| Nanny Sae                               | Narumon Nillawan            |
| Lumyong                                 | Usanee Wattana              |
| Mok                                     | Arnas Rapanich              |
| Pramul                                  | Sutee Siricharoen           |
| Khun Ying Wanna                         | Pirawan Prasopsart          |
| Dì Num                                  | Alisa Kajornchaiyakul       |
| Luk Tao                                 | Suthida Hongsa              |
| Juan                                    | Wachira Permsuriya          |
| Dr. Witheu                              | Wasu Saengsingkaeo          |
| Mook                                    | Ophaphoom Chitapan          |
| Pia (nhỏ)                               | Bé Kornit Laosubinprasert   |
| Noy (nhỏ)                               | Bé Pannarat Laasuthi        |
| Ler (nhỏ)                               | Bé Phattharakorn Prasertset |

## Ca khúc nhạc phim
- เพลงคมพยาบาท / Pleng Kom Payabaht – Rangsima Meepun

## Rating
| Tập        | Rating |
| ---------- | ------ |
| 1          | 7.7    |
| 2          | 7.2    |
| 3          | 8.0    |
| 4          | 8.3    |
| 5          | 7.9    |
| 6          | 8.1    |
| 7          | 8.7    |
| 8          | 8.1    |
| 9          | 9.1    |
| 10         | 9.4    |
| 11         | 10.4   |
| 12         | 10.4   |
| 13         | 11.0   |
| 14         | 11.6   |
| 15         | 12.1   |
| 16         | 13.8   |
| 17         | 12.2   |
| 18         | 15.9   |
| Trung bình | 9.99   |